# Piper tumupasense
Piper tumupasense är en pepparväxtart som beskrevs av Truman George Yuncker. Piper tumupasense ingår i släktet Piper och familjen pepparväxter. Inga underarter finns listade i Catalogue of Life.